# Sutton, West Sussex
Sutton är en ort och civil parish i Storbritannien.   Den ligger i grevskapet West Sussex och riksdelen England, i den södra delen av landet, 70 km sydväst om huvudstaden London. Arean är 9,2 kvadratkilometer.
Terrängen i Sutton är huvudsakligen platt, men söderut är den kuperad.